# Ierocle Sossiano
Ierocle Sossiano (in greco antico: Ἱεροκλῆς?; Caria, ... – dopo il 308) è stato un politico e scrittore romano.

## Biografia
Governatore di Palmira (297) e Bitinia (303 ca.) e prefetto d'Egitto (310-311), Ierocle fu uno strenuo avversario del cristianesimo e la mente dietro i provvedimenti anti-cristiani di Diocleziano (303-4). Fu autore di un trattato contro i cristiani (Λόγος ϕιλαλήϑης πρὸς τοὺς χριστιανοὺς), andato perduto e tramandatoci solo attraverso le confutazioni di Lattanzio e Eusebio di Cesarea. Riprendendo le accuse già formulate da Celso e da Porfirio, Ierocle criticava radicalmente la Bibbia come opera menzognera, e ricorrendo all'esaltazione del taumaturgo e filosofo pagano Apollonio di Tiana, cercava di sminuire la figura di Cristo.
L'individuo senza nome menzionato da Lattanzio che accusa Gesù di aver radunato una banda di briganti è probabilmente da identificare con Ierocle Sossiano. Secondo Lattanzio Ierocle avrebbe accusato Gesù di avere una banda di 900 briganti, e per questo sarebbe stato crocifisso.